# Зустріч Папи Римського Франциска і патріарха Кирила
|                      |  |                          |
| Патріарх РПЦ - Кирил |  | Папа Римський - Франциск |

Зустріч патріарха Московського і всієї Русі Кирила і папи римського Франциска відбулася 12 лютого 2016 року в будівлі міжнародного аеропорту імені Хосе Марті столиці Куби — Гавані. Зустріч такого рівня стала першою за всю історію Російської православної і Католицької церков, ряд експертів і ЗМІ називають її історичною.
За підсумками зустрічі патріарх і папа урочисто підписали спільну декларацію, що складається з 30 пунктів . У ЗМІ декларацію назвали Гаванською декларацією. У ній Папа Франциск і патріарх Кирил визнали, що «метод “уніатизму” колишніх століть, що передбачає приведення однієї общини у єдність з іншою шляхом відриву від своєї Церкви, не є шляхом до поновлення єдності», однак церковні громади, «які виникли в цих історичних умовах, мають право на існування». Натомість у заяві зафіксовано низку інших важливих позицій, що описують російсько-українську війну (2014- дотепер) як «протистояння в Україні» (англ. the hostility in Ukraine). Росія, як країна агресор не згадується в декларації, а так звану УПЦ МП московський патріарх Кирило назвав «нашою церквою в Україні».
Ряд українських науковців і релігійних діячів засудили декларацію, вважаючи її зрадою українських інтересів. 

## Передісторія
Розкол християнської церкви стався в 1054 році, після чого остаточно відбулося її поділ на Римо-католицьку церкву на Заході з центром в Римі і Православну - на Сході з центром у Константинополі. Поділ, викликаний розколом, не подоланий до теперішнього часу, незважаючи на те, що в 1965 році взаємні анафеми були обопільно зняті на зустрічі папи Павла VI і Константинопольського патріарха Афінагора I

## Реакція
Розкритикував текст декларації, прийнятої на зустрічі, предстоятель Української греко-католицької церкви Верховний архієпископ Києво-Галицький Святослав (Шевчук), заявивши, що пункти, що стосуються України в цілому і УГКЦ зокрема, викликали більше питань, ніж відповідей. Він підкреслив, що «для документа, який повинен бути не богословським, а, фактично, суспільно-політичним, слабшої команди для його складання неможливо було собі уявити», на його думку, Папська Рада некомпетентна в питаннях міжнародної політики і «делікатних питаннях російської агресії в Україні », чим, на його думку, і « скористався Відділ зовнішніх церковних зв'язків РПЦ ». У РПЦ заяви Святослава назвали «непристойними», зазначивши, що в складанні декларації особисто брали участь і Кирило, і Франциск.
Єпископ УПЦ Московського патріархату Лонгин (Жар) заявив, що спільна декларація Папи і Кирила носить єретичний характер і відмовився поминати патріарха Кирила на літургіях . З аналогічною критикою виступив ієросхимонах Рафаїл (Берестов), а також кілька інших священнослужителів.
Зустріч і декларацію засудив Союз русского народа, який заявив, що патріарх Кирило порушив церковні канони, зустрівшись з Папою Римським 22 травня в Липецьку парафіяни провели пікет проти взаємин РПЦ з Папою Римським і католиками.

## Декларація
"Благодать Господа нашого Ісуса Христа, і любов Бога й Отця, і причастя Святого Духа нехай буде з усіма вами" (2 Кор. 13:13).
1. За волею Бога й Отця, від Якого походить всякий дар в ім'я Господа нашого Ісуса Христа, сприянням Святого Духа Утішителя, ми, Франциск, Папа Римський, і Кирило, Патріарх Московський і всієї Русі, зустрілися нині в Гавані. Ми складаємо подяку в Тройці славимому Богу за цю зустріч, першу в історії.
З радістю ми зустрілися, як брати по християнській вірі, щоб "говорити устами до уст" (2 Ін. 12), від серця до серця, і обговорити взаємини між Церквами, насущні проблеми нашої пастви і перспективи розвитку людської цивілізації.
2. Наша братня зустріч відбулася на Кубі, на перехресті шляхів між Північчю і Півднем, Заходом і Сходом. З цього острова — символ надій "Нового світу" і драматичних подій історії ХХ століття — ми звертаємо наше слово до всіх народів Латинської Америки та інших континентів. Ми радіємо з того, що сьогодні тут динамічно розвивається християнська віра. Потужний релігійний потенціал Латинської Америки, її багатовікові християнські традиції, які реалізуються в життєвому досвіді мільйонів людей, є запорукою великого майбутнього цього регіону.
3. Зустрівшись далеко від старих суперечок "Старого світу", ми з особливою силою відчуваємо необхідність спільної праці католиків і православних, покликаних з лагідністю і благоговіннямдати світові звіт в нашому сподіванні (1 Пет. 3:15).
4. Дякуємо Богові за ті дари, які ми отримали через явище в світ Його Єдинородного Сина. Ми поділяємо спільний духовний Переказ першого тисячоліття християнства. Свідками цього Переказу є Пресвята Матір Божа, Діва Марія, святі, яких ми почитаємо. Серед них — незліченні мученики, що явили вірність Христу і стали "насінням християнства".
5. Незважаючи на загальний Переказ перших десяти століть, католики і православні протягом майже тисячі років позбавлені спілкування в Євхаристії. Ми розділені ранами, нанесеними в конфліктах далекого і недавнього минулого, розділені й успадкованими від наших попередників відмінностями в розумінні і трактуванні нашої віри в Бога, єдиного в Трьох Особах — Отця, Сина і Духа Святого. Ми сумуємо про втрату єдності, що стала наслідком людської слабкості і гріховності, сталася всупереч Першоосвященицькій молитві Христа Спасителя: "щоб усі були одне, як Ти, Отче, в Мені, і Я в Тобі, так і вони нехай будуть у Нас єдине" (Ін. 17:21).
6. Усвідомлюючи численні перешкоди, які треба подолати, ми сподіваємося, що наша зустріч внесе внесок у справу досягнення у богозаповіданну єдність, про яку молився Христос. Нехай наша зустріч надихне християн всього світу з новими ревнощами закликати Господа, молячись про повну єдність всіх Його учнів. Нехай вона в світі, який очікує від нас не тільки слів, але і діянь — стане знаком надії для всіх людей доброї волі.
7. В рішучості докладати все необхідне для того, щоб долати історично успадковані нами розбіжності, ми хочемо об'єднати наші зусилля для свідчення про Євангеліє Христове і загальну спадщину Церкви першого тисячоліття, спільно відповідаючи на виклики сучасного світу. Православні і католики повинні навчитися нести спільне свідчення істини в тих областях, в яких це можливо і необхідно. Людська цивілізація вступила в період епохальних змін. Християнська совість і пастирська відповідальність не дозволяють нам залишатися байдужими до викликів, які вимагають спільного відповіді.
8. Наш погляд спрямований, насамперед, до тих регіонів світу, де християни піддаються гонінням. У багатьох країнах Близького Сходу і Північної Африки наші брати і сестри у Христі винищуються цілими родинами, селами і містами. Їх храми піддаються варварському руйнуванню і розграбуванню, святині — осквернінню, пам'ятники — знищенню. У Сирії, Іраку та інших країнах Близького Сходу ми з болем спостерігаємо масовий вихід християн з тієї землі, де почалося поширення нашої віри і де вони жили з апостольських часів разом з іншими релігійними громадами.
9. Ми закликаємо міжнародне співтовариство до негайних дій для запобігання подальшого витіснення християн з Близького Сходу. Прославляючи свій голос на захист переслідуваних християн, ми співпереживаємо і страждань прихильників інших релігійних традицій, що стають жертвами громадянської війни, хаосу та терористичного насильства.
10. В Сирії і Іраку це насильство забрало тисячі життів, залишивши без даху над головою і засобів до існування мільйони людей. Закликаємо світове співтовариство об'єднатися, щоб покінчити з насильством і з тероризмом, і одночасно через діалог сприяти якнайшвидшому досягненню громадянського миру. Необхідна широкомасштабна гуманітарна допомога страждаючому народові і численним біженцям в сусідніх країнах.
Просимо всіх, хто може вплинути на долю всіх викрадених, в тому числі митрополитів Алеппских Павла і Івана Ібрагіма, захоплених в квітні 2013 року, зробити все необхідне для їх якнайшвидшого звільнення.
11. Посилаємо молитви до Христа, Спасителя світу, про встановлення на землі Близького Сходу світу, який є "справа правди" (Ів. 32:17), про зміцнення братерського співіснування між розташованими на ній різними народами, Церквами і релігіями, про повернення біженців в свої будинки, про зцілення поранених і упокій душ безвинно загиблих.
Ми звертаємося до всіх сторін, які можуть виявитися залученими в конфлікт, з гарячим закликом проявити добру волю і сісти за стіл переговорів. У той же час необхідно, щоб міжнародне співтовариство вжило всі можливі зусилля, щоб покінчити з тероризмом за допомогою загальних, спільних, скоординованих дій. Закликаємо всі країни, втягнені в боротьбу з тероризмом, до відповідальних, зважених дій. Закликаємо всіх християн і всіх віруючих в Бога до сугубої молитви Творця і Промислителю світу, щоб Він зберіг Своє творіння від руйнування і не допустив нової світової війни. Для того, щоб світ був міцним і надійним, необхідні особливі зусилля, спрямовані на повернення до спільним, що об'єднує нас цінностям, заснованим на Євангелії Господа нашого Ісуса Христа.
12. Ми схиляємося перед мужністю тих, хто ціною власного життя свідчить про істину Євангелія, воліючи смерть зречення від Христа. Віримо, що мученики нашого часу, походять з різних Церков, але об'єднані загальним стражданням, є запорукою єдності християн. До вас, стражденним за Христа, звертає своє слово Його апостол:"Улюблені! ...як ви берете участь у Христових стражданнях, радійте, так і в з'явленні слави Його зрадієте та тріумфуєте" (1 Пет. 4:12-13).
13. У цю тривожну епоху необхідний міжрелігійний діалог. Відмінності в розумінні релігійних істин не повинні перешкоджати людям різних вір жити в мирі та злагоді. В нинішніх умовах релігійні лідери несуть особливу відповідальність за виховання своєї пастви в дусі поваги до переконань тих, хто належить до інших релігійних традицій. Абсолютно неприйнятні спроби виправдання злочинних діянь релігійними гаслами. Ніякий злочин не може бути скоєно в ім'я Бога, "бо Бог не є богом безладу, але миру" (1 Кор. 14:33).
14. Засвідчуючи про високу цінність релігійної свободи, ми складаємо подяку Богові за безпрецедентне відродження християнської віри, яке відбувається нині в Росії і в багатьох країнах Східної Європи, де десятиліттями панували атеїстичні режими. Сьогодні кайдани войовничого безбожництва скинуті, і в багатьох місцях християни можуть вільно сповідувати свою віру. За чверть століття тут споруджені десятки тисяч нових храмів, відкрито сотні монастирів і богословських навчальних закладів. Християнські громади ведуть широку благодійну і соціальну діяльність, надаючи різноманітну допомогу нужденним. Православні і католики нерідко працюють пліч-о-пліч. Вони відстоюють спільні духовні основи людського гуртожитку, засвідчуючи про євангельські цінності.
15. У той же час, наше занепокоєння викликає ситуація, що складається в настільки багатьох країнах, де християни все частіше стикаються з обмеженням релігійної свободи та права свідчити про своїх переконаннях, жити у відповідності з ними. Зокрема, ми бачимо, що перетворення деяких країн в секуляризовані суспільства, чужі всякій пам'яті про Бога і Його правди, тягне за собою серйозну небезпеку для релігійної свободи. Ми стурбовані нинішнім обмеженням прав християн, не кажучи вже про їх дискримінацію, коли деякі політичні сили, керуючись ідеологією секуляризму, настільки часто стає агресивним, прагнуть витіснити їх на узбіччя суспільного життя.
16. Процес європейської інтеграції, що розпочався після століть кривавих конфліктів, був сприйнятий багатьма з надією, як запорука миру і безпеки. У той же час ми застерігаємо проти такої інтеграції, яка не поважає релігійну ідентичність. Будучи відкриті до вкладу інших релігій в нашу цивілізацію, ми переконані, що Європа потребує вірності своїх християнських коренів. Закликаємо християн Західної та Східної Європи об'єднатися для спільного свідчення про Христа і Євангелії, щоб Європа зберегла свою душу, сформовану двотисячолітньої християнською традицією.
17. Наш погляд звернений до людей, які перебувають у важкому становищі, що живуть в умовах крайньої бідності в той час, коли матеріальні багатства людства зростають. Ми не можемо залишатися байдужими до долі мільйонів мігрантів та біженців, які стукають в двері багатих країн. Нестримне споживання, характерне для деяких найбільш розвинених держав, стрімко виснажує ресурси нашої планети. Зростаюча нерівність у розподілі благ земних збільшує почуття несправедливості насаджуваної системи міжнародних відносин.
18. Християнські Церкви покликані відстоювати вимоги справедливості, поваги до традицій народів і дієвої солідарності з усіма страждаючими. Ми, християни, не повинні забувати про те, що Бог "вибрав немудре світу, щоб засоромити мудрих, і немічне світу Бог вибрав, щоб засоромити сильне, і простих світу, і принижене і нічого не незначних вибрав Бог, щоб значне знівечити, для того, щоб ніяка плоть не хвалилася перед Богом" (1 Кор. 1:27-29).
19. Родина — природний осередок життя людини і суспільства. Ми стурбовані кризою сім'ї у багатьох країнах. Православні і католики, розділяючи одне і те ж уявлення про сім'ю, покликані свідчити про сім'ю як шляху до святості, виявляє вірність подружжя по відношенню один до одного, їх готовність до народження і виховання дітей, солідарність між поколіннями і повагу до немічних.
20. Сім'я заснована на шлюбі як акт вільної і вірного кохання між чоловіком і жінкою. Любов скріплює їх союз, вчить їх приймати один одного як дар. Шлюб — це школа любові і вірності. Ми шкодуємо, що інші форми співжиття нині зрівнюються з цим союзом, а освячені біблійною традицією уявлення про батьківство і материнство як особливе покликання чоловіка і жінки у шлюбі витісняються з суспільної свідомості.
21. Закликаємо кожного до поваги невід'ємного права на життя. Мільйони дітей позбавляються самої можливості появи на світ. Голос крові не народжених дітей волає до Бога (Бут. 4:10).
Поширення так званої евтаназії призводить до того, що старі і хворі починають відчувати себе надмірним тягарем для своїх близьких і для суспільства в цілому.
Висловлюємо заклопотаність все більш широким застосуванням біомедичних репродуктивних технологій, бо маніпулювання людським життям — це замах на основи буття людини, створеної за образом Божим. Вважаємо своїм обов'язком нагадати про непохитність християнських моральних принципів, заснованих на повазі до гідності людини, яка покликана до життя, згідно з задумом свого Творця.
22. Ми хочемо звернути сьогодні особливе слово до християнської молоді. Вам, молодим, належить не заривати талант у землю (Мт. 25:25), але вжити всі даровані вам Богом здібності для затвердження у світі істини Христової, для втілення в життя євангельських заповідей про любов до Бога і ближнього. Не бійтеся йти проти течії, відстоюючи правду Божу, з якої далеко не завжди узгоджуються сучасні секулярні стандарти.
23. Бог любить вас і від кожного з вас очікує, що ви будете Його учнями і апостолами. Станьте світлом світу, щоб оточуючі, бачачи ваші добрі справи, прославляли Отця вашого Небесного (Мф. 5:14-16). Виховуйте дітей у вірі християнській, передайте їм дорогоцінну перлину віри (Мф. 13:46), яку ви отримали від ваших батьків і предків. Не забувайте, що "ви куплені дорогою ціною" (1 Кор. 6:20) — ціною смерті на хресті Боголюдини Ісуса Христа.
24. Православні і католики об'єднані не тільки загальним Переданням Церкви першого тисячоліття, але і місією проповіді Євангелія Христового в сучасному світі. Ця місія передбачає взаємну повагу членів християнських громад, що виключає будь-які форми прозелітизму. Ми не суперники, а брати: з цього розуміння ми повинні виходити у всіх наших діях по відношенню один до одного і до зовнішнього світу. Закликаємо католиків і православних у всіх країнах вчитися жити разом в мирі, любові і однодумності між собою (Рим. 15:5). Неприпустимо використовувати неналежні засоби для примусу віруючих до переходу з однієї Церкви в іншу, нехтуючи їх релігійною свободою і їх власними традиціями. Ми покликані втілювати в життя заповіт апостола Павла і "нести благу звістку євангелію не там, де Христове ім'я було знане, аби не будувати на чужій основі" (Рим. 15:20).
25. Сподіваємося, що наша зустріч внесе внесок у примирення там, де існують тертя між греко-католиками і православними. Сьогодні очевидно, що метод "уніатизму" колишніх століть, що передбачає приведення однієї общини у єдність з іншою шляхом відриву від своєї Церкви, не є шляхом до поновлення єдності. У той же час, церковні громади, які з'явилися в результаті історичних обставин, мають право існувати і робити все необхідне для задоволення духовних потреб своїх послідовників, прагнучи до миру з сусідами. Православні та греко-католики потребують примирення і знаходження взаємоприйнятних форм співіснування.
26. Ми сумуємо про протистояння в Україні, яке забрало вже безліч життів, що заподіяло незліченні страждання мирним жителям, увергло суспільство в глибоку економічну і гуманітарну кризу. Закликаємо всі сторони конфлікту до розсудливості, солідарності та діяльної миротворчості. Закликаємо наші Церкви в Україні працювати для досягнення суспільної злагоди, утримуватись від участі у протиборстві і не підтримувати подальший розвиток конфлікту.
27. Висловлюємо надію на те, що розкол серед православних віруючих України буде подолано на основі існуючих канонічних норм, що всі православні християни України будуть жити в мирі та злагоді, а католицькі громади країни будуть цьому сприяти, щоб наше християнське братство було ще більш очевидно.
28. У сучасному світі — багатоликому і в той же час об'єднаному спільною долею — католики і православні покликані братськи співпрацювати для звіщення Євангелія спасіння, для загального свідоцтва про моральну гідність і справжню волю людини, "щоб увірував світ" (Ін. 17:21). Цей світ, в якому стрімко підриваються духовні підвалини людського буття, чекає від нас сильного християнського свідчення у всіх сферах особистого й суспільного життя. Від того, чи зможемо ми в переломну епоху разом нести свідчення Духа істини, багато в чому залежить майбутнє людства.
29. У безбоязненном сповіщенні правди Божої і рятуючої Благої вісті хай допоможе нам Боголюдина Ісус Христос, наш Господь і Спаситель, нехай духовно зміцнює нас Своєю правдивою обітницею: "Не бійся, мале стадо! Бо Отець ваш благоволить дати вам Царство" (Лк. 12:32). Христос — джерело радості і надії. Віра в Нього перетворює життя людини, наповнює її змістом. У цьому на власному досвіді переконалися всі ті, про кого можна сказати словами апостола Петра: "Колись не народ, а тепер народ Божий, колись непомилувані, а тепер помилувані" (1 Пет. 2:10).
30. Сповнені подяки за дар взаєморозуміння, явлений на нашій зустрічі, звертаємося з надією до Пресвятої Матері Божої, волаючи до Неї словами давньої молитви: "Під Твою милість прибігаємо, Богородице Діво". Нехай Преблагословенна Діва Марія Своїм заступництвом зміцнить братерство всіх, хто почитає її, щоб вони в Богом певний час були зібрані в мирі та однодумності в єдиний народ Божий, так прославиться ім'я Єдиносутньої і Нероздільної Трійці!